# Слинько Петро Федорович
Петро Федорович Слинько (7 (19) липня 1895, село Оржиця Лубенського повіту Полтавської губернії, тепер Оржицького району Полтавської області — розстріляний 30 листопада 1919, місто Харків) — український радянський партійний діяч, голова (секретар) Полтавського тимчасового губернського комітету РСДРП(б), керівник Харківської підпільної більшовицької організації. Кандидат в члени ЦК КП(б)У в липні — вересні 1918 р. Член ЦК КП(б)У у вересні 1918 — березні 1919 р. Член ВУЦВК у 1919 році.

## Біографія
Народився 25 червня (7 липня) 1895 року в родині селянина-бідняка. У 1908 році закінчив сільську школу. Працював у сільському господарстві батьків. У 1915 році закінчив Оржицьке вище початкове (чотирикласне) училище Полтавської губернії.
У революційному русі з 1915 року. Працював робітником Катеринославської сільськогосподарської дослідної станції біля Синельникового Катеринославської губернії, у листопаді 1915 року був заарештований царською поліцією і у лютому 1916 року висланий на заслання в село Баяндай Іркутської губернії Сибіру. У 1917 році звільнений із заслання, переїхав у місто Лубни Полтавської губернії, де працював в Лубенській раді як представник Української соціал-демократичної робітничої партії.
З січня 1918 року — співробітник газети ВУЦВК «Вісник Української Народної Республіки» у місті Харкові. Брав участь у Таганрізькій нараді більшовиків України (1918 року) як член групи лівих українських соціал-демократів.
Член РСДРП(б) з травня 1918 року. Партійні псевдоніми — Петро, Сидоренко.
У 1918 — 1919 роках — на підпільній роботі в Києві, Полтаві. У 1918 році — голова (секретар) Полтавського тимчасового губернського комітету РСДРП(б). Після захоплення більшовиками Києва на початку 1919 року — член Київського губернського комітету КП(б)У, губревкому, президії губвиконкому, голова Київського губернського революційного трибуналу.
На І з'їзді КП(б)У обирався кандидатом у члени ЦК КП(б)У, на II з'їзді КП(б)У — членом ЦК КП(б)У. У березні 1919 році вибирався членом ВУЦВК.
Влітку 1919 року направлений Зафронтовим бюро ЦК КП(б) України для керівництва Харківською підпільною більшовицькою організацією. У серпні 1919 року був заарештований денікінською контррозвідкою в Харкові.
Розстріляний російськими білогвардійцями-денікінцями. У січні 1920 року похований у братській могилі на Харківському іподромі.